# Valentin et Valentine
Pour plus de détails, voir Fiche technique et Distribution.
Valentin et Valentine (Валентин и Валентина) est un film soviétique réalisé par Gueorgui Natanson, sorti en 1985,.

## Fiche technique
- Titre français : Valentin et Valentine[3]
- Photographie : Viktor Yakuchev
- Musique : Evgeni Doga
- Décors : Georgi Kolganov
- Montage : Antonina Zimina